# Rough Guides
Rough Guides ist ein Verlag. Bekannt wurde er vor allem durch seine Reiseführer der Rough-Guide-Reihe, mittlerweile wurde das Konzept auch auf Einführungen in andere Sachgebiete ausgedehnt und ein Weltmusik-Label gehört zum Verlag. Gegründet 1982 von mehreren Universitätsabsolventen, gehört Rough Guides seit 1998 zu Pearson PLC, wo es Teil von Penguin Books ist. 

## Geschichte
Das erste Buch, das als Rough Guide erschien, war ein Griechenland-Reiseführer vom späteren Verlagsgründer Mark Ellingham im Selbstverlag. Nach dem Erfolg des Buches veröffentlichte er in den folgenden Jahren Reiseführer über Spanien, Portugal, und Mexiko für Routledge, bevor er 1986 mit Martin Dunford einen eigenen Verlag gründete. Er ging nach einem ähnlichen Konzept vor wie der ältere Lonely Planet. Während der Lonely Planet sich in den 1980ern noch fast ausschließlich auf Asien konzentrierte, lag der Schwerpunkt der Rough Guides auf Europa. Anders als bei anderen Reiseführern der damaligen Zeit ging es Lonely Planet und Rough Guides nicht primär um Sehenswürdigkeiten und typische Touristenorte, sondern sie vertraten den Anspruch, die Alltags- und Subkultur der Einheimischen mit zu betrachten.  Zusammen mit Lonely Planet etablierte Rough Guides eine neue Art von Reiseführern: diese wandten sich vor allem an junge Menschen, die auf eigene Faust die Welt erkunden wollten: Rough Guide war damit einer der Wegbereiter, der Individualtourismus und Backpackerreisen vom Nischenmarkt hin zum Massenphänomen brachten. Nachdem Mark Ellington bereits in den Jahren zuvor mehrfach seine Kritik an Massenreisen, insbesondere mit dem Flugzeug, und ihrer Umweltschädlichkeit geäußert hatte, stieg er 2007 aus Rough Guides aus und bei Profile Books ein.
Bis 2007 waren über 300 verschiedene Reiseführer erschienen, von seiner Gründung bis 2007 verkaufte Rough Guides etwa 30 Millionen Bücher. Etwa 100 Autoren gehören zum festen Stamm des Verlags. Penguin benutzte Rough Guides als Experimentierfeld, als der Verlag 1999 den Inhalt aller 100 damals vorhandenen Reiseführern kostenlos auf seiner Website anbot. 2009 allerdings sorgte Penguin für Kontroversen: der Verlag schloss einen Exklusivvertrag mit der Buchhandelskette WHSmith, die ein fast-Monopol auf Buchhandlungen in Bahnhöfen und Flugplätzen hat. Danach führt WHSmith in seinen Reisebuchhandlungen nur noch Penguin-Reiseführer: Rough Guide ist eine von zwei Marken, die dort seit Sommer 2009 noch erhältlich sind.